# Independente Futebol Clube (Limeira)
O Independente Futebol Clube é um clube de futebol brasileiro da cidade de Limeira, interior do estado de São Paulo. Foi fundado em 19 de janeiro de 1944 e suas cores são preta e branca.
Atualmente o clube disputa a Quinta Divisão do Campeonato Paulista, a famosa Bêzinha.

## História
O Independente Futebol Clube foi fundado no dia 19 de janeiro de 1944 como uma equipe de futebol amador. Antes de se profissionalizar, a equipe venceu seis vezes o Campeonato Amador de Limeira, em 1958, 1962, 1965, 1967, 1969 e 1971. Além disso, foi tricampeão da Taça Cidade de Limeira, em 1963, 1964 e 1965 e ficou com a posse definitiva da taça.
Ainda antes de disputar os torneios profissionais, o Independente ganhou o apelido que carrega até hoje: Galo da Vila Esteves – bairro onde está localizada a sede do clube e alusão ao uniforme, igual ao do Atlético Mineiro, que já carregava o mesmo apelido.
No escudo, apenas uma alteração ao longo de sua história: a letra “I” inserida em um círculo foi substituída por outro muito parecido com o atual, criado em meados de 1960. Posteriormente, somente pequenas mudanças, com a alteração apenas na década de 1970, quando um galo foi introduzido, inicialmente, ao brasão. Depois, o galo foi inserido no contorno inferior do escudo, que perdura até hoje.
O Independente participou pela primeira vez de uma competição organizada pela Federação Paulista de Futebol três décadas depois de sua fundação, em 1972, ano em que se tornou profissional. Disputou o Campeonato da Segunda Divisão (atual Série A3) e foi campeão deste torneio no ano seguinte, em 1973, conseguindo o acesso à Divisão Intermediária do Futebol Paulista (atual Série A2). Desde então, o time de Limeira participa, todos os anos, de alguma competição organizada pela FPF.
No entanto, em 1974, o clube não pôde disputar a Divisão Intermediária, em função de seu estádio comportar apenas cerca de duas mil pessoas. Mas em 1975, para atender às exigências da Federação Paulista de Futebol, o clube iniciou uma campanha popular para construir as arquibancadas do estádio municipal Agostinho Prada, o Pradão, em Limeira, aumentando sua capacidade para 10 mil lugares. Só assim pôde disputar o Campeonato da Divisão Intermediária.
Em 1984, a equipe foi rebaixada para a Segunda Divisão e um novo acesso foi conquistado quatro anos depois, quando terminou o campeonato em segundo lugar, em 1988, e adquiriu novamente o direito de disputar a Divisão Intermediária de 1989.
Em 1991, conquistou o Torneio Inicio da Divisão Intermediária da FPF e foi vice-campeão Paulista da Divisão Intermediária. Porém, em 1992, foi rebaixado novamente para a Segunda Divisão, onde permaneceu até 1998. Em 1999, foi campeão da Série B-1 do Campeonato Paulista, adquirindo o acesso à Série A-3 do Estadual. Em 2007, um importante título: o da Copa Energil C, na final contra o Flamengo de Guarulhos.
Na temporada de 2009, o clube chegou aos seus 65 anos de existência e, na Série B do Campeonato Paulista, não conseguiu passar à segunda fase.
Em 2011, disputou o Campeonato Paulista da Série B, obtendo o acesso à série A-3 ao vencer a partida contra o Primeira Camisa no dia 23 de outubro de 2011 (4 x 0) e sendo campeão desta série ao vencer o Capivariano.
O ano de 2014 foi especial para o Independente. Pela primeira vez em sua história, tomou o lugar da Internacional como a equipe mais forte de Limeira e irá pela primeira vez disputar um campeonato com uma divisão acima de seu rival. O Galo subiu para a Série A-2 do Paulista, batendo a mesma Internacional por 3 a 1 e terminou em primeiro de seu grupo. Acabou atropelado pelo Grêmio Novorizontino na grande final e acabou com o vice-campeonato da Série A-3.
Em outubro de 2015 o Independente contratou o técnico e ex-jogador Jamelli para comandar o time na Série A2 do Campeonato Paulista.
No dia 1 de maio de 2019 acontecia o gol mais rápido da história do clube, com 15 segundos, foi marcado por Lucas Marques ou mais conhecido como Lucas Paulista no clássico contra o União Barbarense pela Série A4.

## Rivalidade
O maior rival do Independente FC é o conterrâneo de Limeira, a Associação Atlética Internacional de Limeira. O dérbi é conhecido na cidade como GaLeão (Galo x Leão) e como LeGal (Leão x Galo). Em dias de clássico entre as duas equipes a cidade de Limeira para para o espetáculo.
Onde um dos mais memoráveis clássicos foi o famoso "dia 7", onde o Independente conseguiu triunfar, onde venceu pelo placar de 3 a 1 e subiu para a Série A2.
Também possui uma menor rivalidade com o XV de Piracicaba, clube da cidade vizinha de Piracicaba, que fica a menos de 30 km de Limeira. Outras rivalidades com clubes da região foram construídas ao longo de confrontos decisivos nas divisões de acesso do Campeonato Paulista, como União Barbarense, Lemense e Capivariano.

## Títulos
| ESTADUAIS  | ESTADUAIS                      | ESTADUAIS | ESTADUAIS                           |
|            | Competição                     | Títulos   | Temporadas                          |
| ---------- | ------------------------------ | --------- | ----------------------------------- |
|            | Campeonato Paulista - Série A3 | 1         | 1973                                |
|            | Campeonato Paulista - Série A4 | 2         | 1999 e 2011                         |
| MUNICIPAIS |                                |           |                                     |
|            | Competição                     | Títulos   | Temporadas                          |
| Limeira    | Campeonato Amador de Limeira   | 6         | 1958, 1962, 1965, 1967, 1969 e 1976 |
| Limeira    | Taça Cidade de Limeira         | 3         | 1963, 1964 e 1965                   |

### Categorias de base
- Campeonato Paulista de Futebol - Sub-11: 2010
- Vice-Campeonato Paulista de Futebol - Sub-13: 2011

## Estatísticas

### Participações
|  | Participações em 2025 |

| Competição | Competição      | Temporadas | Melhor campanha       | Anos                                               | A | R |
| São Paulo  | Série A2        | 19         | 3º colocado (1991)    | 1975-1986, 1989-1993 e 2015-2016                   | – | 2 |
| São Paulo  | Série A3        | 17         | Campeão (1973)        | 1972-1974, 1988, 1994, 2000-2008, 2012-2014 e 2017 | 3 | 3 |
| São Paulo  | Série A4        | 15         | Campeão (1999 e 2011) | 1995-1999, 2009-2011, 2018-2024                    | 2 | 1 |
| São Paulo  | Segunda Divisão | 1          | 4º colocado (2025)    | 2025                                               | – |   |
| São Paulo  | Copa Paulista   | 8          | Semifinais (2014)     | 2002, 2005-2006 e 2012-2016                        |   |   |

### Últimas dez temporadas
Legenda:
| Campeão Vice-campeão Eliminado nas semifinais | Campeão e promovido à divisão superior Vice-campeão e/ou promovido à divisão superior Rebaixado à divisão inferior | Classificado à fase de grupos da Copa Libertadores Classificado à fase preliminar da Copa Libertadores Classificado à Copa Sul-Americana Campeão do Campeonato do Interior |